# Zalesie (powiat żniński)
Zalesie – wieś w województwie kujawsko-pomorskim, w powiecie żnińskim, w gminie Rogowo.
W latach 1975–1998 miejscowość należała administracyjnie do województwa bydgoskiego. Według Narodowego Spisu Powszechnego (III 2011 r.) 51 mieszkańców. Jest najmniejszą miejscowością gminy Rogowo.